# 天主教西安总教区
天主教西安總教区是天主教在中国陕西省建立的一个历史悠久的教区。

## 历史
天主教传入西安，是在明末的1625年。在那一年耶稣会士金尼阁神父从山西绛州来到西安，在糖坊街购地设堂传教。到1664年，陕西已有教徒62000人，在全国十三行省中排名第二，仅次于江南。1696年，成立陕西宗座代牧区，由方济各会负责。1701年，首任主教意大利人叶宗贤设主教府于泾阳鲁桥。 
1707年，陕西与山西合并成立秦晋代牧区，主教由原陕西代牧梅书升继任，座堂设在高陵县通远坊天主教堂。1716年，梅书升主教在西安土地庙什字（今五星街）购地设立了西安南堂。1760年至1839年，由于处于禁教时期，传教士不敷分配，曾经将湖广代牧区与秦晋代牧区合并，称秦晋湖广代牧区或山陕湖广代牧区。主教府也随主教避难地而迁移不定，如通远坊、渭南张葛沟、山西绛州、祁县九汲水村、文水县新立村等。教务主要由意大利那不勒斯“圣家书院”培养的30余位国籍神父负责。
1845年，山陕再次分治，陕西主教冯尚仁来陕西，设主教府于高陵县通远坊天主教堂，教友约15000人（陕西13000人，甘肃2000人）。1878年分出甘肃监牧区。1887年陕西以秦岭为界分为南境和北境2个代牧区。1911年，陕西北境代牧区再分为北境（陕北）和中境（关中）2个代牧区。1925年，陕西中境代牧区更名为西安代牧区。1930年，戴夏德主教将主教府从通远坊迁至西安南堂。 
1932年，西安代牧区分为5个教区：西安、三原、周至、凤翔和同州（大荔）。西安代牧区辖今西安市、临潼、蓝田及长安县和今商洛市的商州、丹凤、商南及洛南县。1946年4月10日，中国天主教由传教区体制改为正式的圣统制，西安代牧区也升格为西安总教区。

## 现状
现仅有西安教区管理西安市，商洛市，蓝田县 等地教务。
西安教区现有教徒两万余人，堂点55所，神父53位，修女70余人，大、小修院各一所。

## 所辖教区
- 天主教盩厔教区
- 天主教凤翔教区
- 天主教三原教区
- 天主教延安教区
- 天主教汉中教区
- 天主教兴安府监牧区
- 天主教同州监牧区

## 历任主教
- 陝西中境宗座代牧
  - 主教穆理思，方济各会 Bishop Auguste-Jean-Gabriel Maurice, O.F.M. (1911年4月12日-1916年1月)
  - 主教希賢，方济各会 Bishop Eugenio Massi, O.F.M.(1916年7月7日-1924年12月3日)

- 西安府宗座代牧
  - 主教希賢，方济各会 Bishop Eugenio Massi, O.F.M.(1924年12月3日-1927年1月26日）
  - 主教戴夏德，方济各会 Bishop Fiorenzo Umberto Tessiatore, O.F.M.（1928年5月16日-1932年4月10日）
  - 主教萬九樓，方济各会 Bishop Pacifico Giulio Vanni, O.F.M.（1932年6月14日-1946年4月11日）

- 西安总主教
  - 总主教萬九樓，方济各会 Archbishop Pacifico Giulio Vanni, O.F.M.（1946年4月11日-1952年5月10日）

- - 助理主教米良，方济各会 Sctvestro Miglialli, O.F.M.(1948年11月-1951年)（1948年10月任副主教(司铎)，1948年11月起任助理主教，在总主教万九楼赴梵蒂冈述职期间暂时管理西安教区教务）
  - 主教班锡宜（1949年-？）（1949年被教廷驻华公使黎培理任命为西安长期视察员）
  - 助理主教张指道（1951年-1955年）
  - 助理主教刘敷道（1955年-1958年）
  - 助理主教姬怀让（1958年-1982年）
  - 主教姬怀让 Bishop John Ji Huai-rang（1982年-1987年）
  - 主教李笃安 Bishop Antony Li Du-an（1987年4月5日-2006年5月25日）
  - 主教黨明彥 Bishop Antony Dang Ming-yan（2006年-）

## 教堂
- 西安伯多禄堂(西安北堂)：西安市糖坊街
- 西安方济各主教座堂(西安南堂)：五星街（原土地庙什字）